# Vattenfall

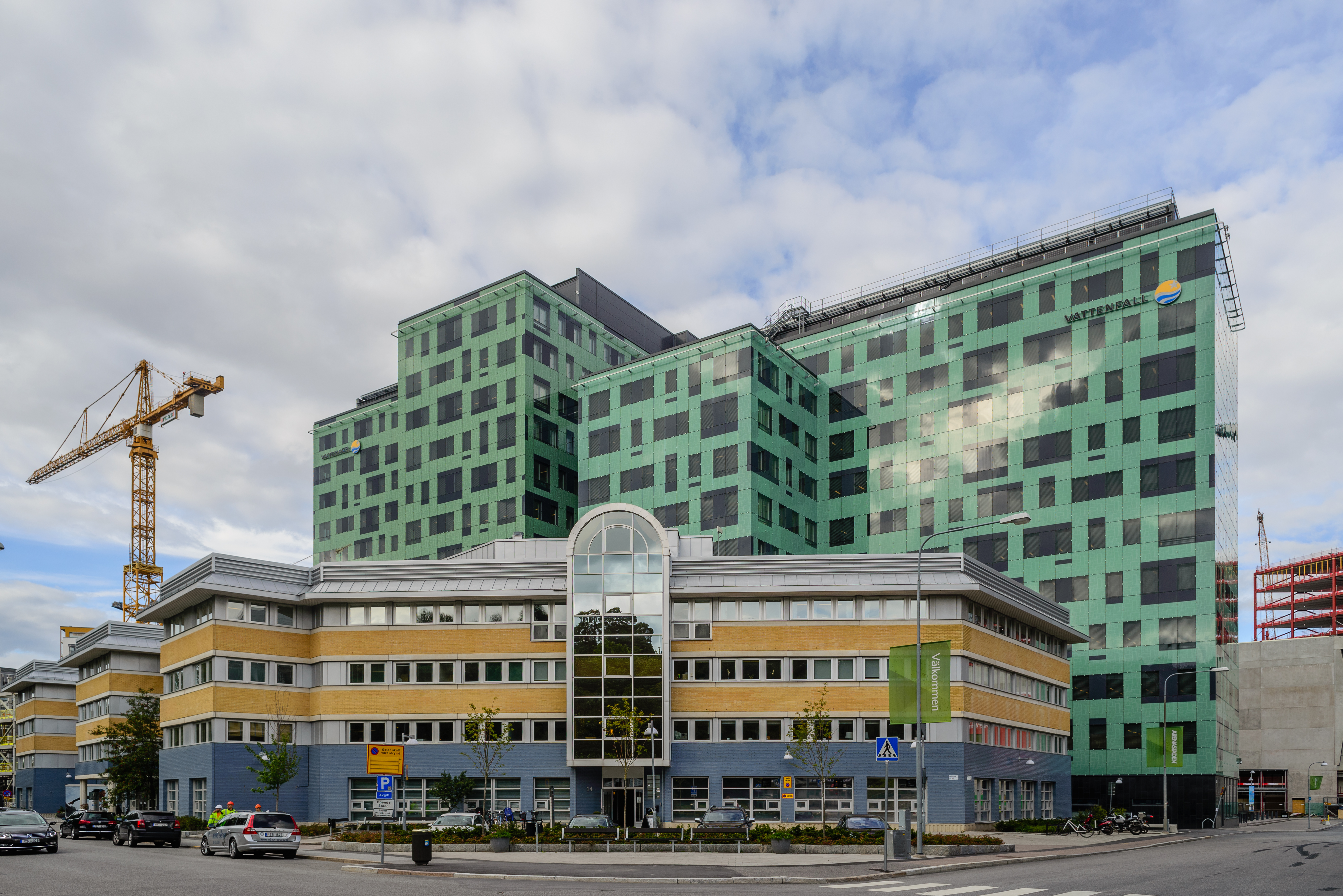
Bedrijfspand van Vattenfall in Stockholm

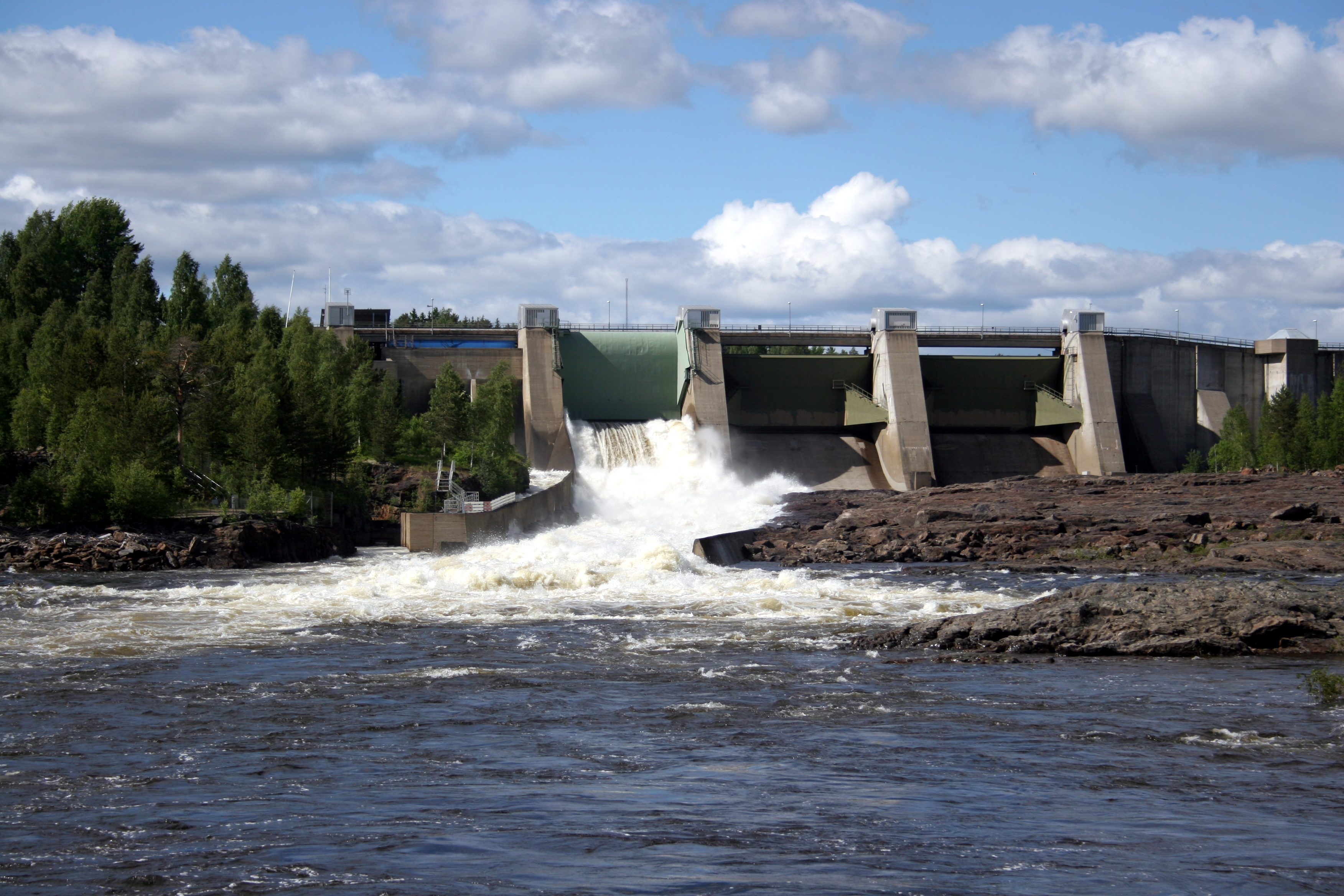
Stornorrfors waterkrachtcentrale

Vattenfall is een Zweedse energiemaatschappij, marktleider in de regio Noord-Europa. De naam Vattenfall betekent waterval en verwijst naar een oudere naam van dit concern, Kungliga Vattenfallstyrelsen ("Koninklijke Waterval-autoriteit"). 100% van de aandelen in moedermaatschappij Vattenfall AB is in handen van de Zweedse staat.

## Activiteiten
In 2011, produceerde de onderneming bijna 167 terawattuur (TWh) aan elektriciteit. Hiervan was 21% afkomstig van waterkrachtcentrales, 25% van kernenergiecentrales, 51% van centrales gestookt met fossiele brandstoffen (bruinkool, steenkool, gas en olie) en ten slotte 3% windenergie. De onderneming staat daarmee op de vijfde plaats van Europese elektriciteitsproducenten en heeft een toppositie wat de productie van warmte betreft. In Zweden en Finland liggen de meeste van haar waterkrachtcentrales. De nucleaire energie komt van twee kerncentrales in Zweden (Forsmark en Ringhals). De gas- en kolencentrales staan met name in Duitsland, Polen en Nederland. Vattenfall beschikt ook over circa 700 windmolens, die tezamen 2,2 TWh aan elektriciteit produceren in 2011. In 2016 zijn de bruinkoolcentrales afgestoten. 
In Duitsland is Vattenfall de energieleverancier voor de staten Hamburg, Mecklenburg-Voor-Pommeren, Brandenburg, Berlijn, Saksen-Anhalt, Thuringen en Saksen.
In 2023 produceerde het bedrijf 101 TWh aan stroom, waarvan 36% afkomstig van waterkrachtcentrales, 37% van kernenergiecentrales, 13% van centrales gestookt met fossiele brandstoffen en 14% windenergie en biomassa. Vattenfall is met name actief in Zweden, Finland, Duitsland, Verenigd Koninkrijk en sinds medio 2009 ook in Nederland. In 2023 was de CO2-uitstoot nog acht miljoen ton, dit is gelijk aan 69 gram/kWh. Vattenfall streeft ernaar om omstreeks het jaar 2050 helemaal geen koolstofdioxide meer uit te stoten. 

### Resultaten
In de tabel zijn de belangrijkste resultaten van Vattenfall opgenomen vanaf 2005. Tot 2011 valt de snelle groei van het bedrijf op, mede als een gevolg van overnames, waaronder Nuon. Nadien staan de resultaten onder druk door dalende elektriciteitsprijzen en forse afschrijvingen op de centrales. De scherpe daling van de omzet in 2016 is een gevolg van de verkoop van de Duitse bruinkoolactiviteiten, dit was ook de reden voor het forse verlies in 2015 toen op de waarde van deze activiteiten fors werd afgeschreven. De hoge bedrijfswinst in 2021 werd mede veroorzaak door de verkoopwinst op Stromnetz Berlin en de financiële compensatie van de Duitse regering met betrekking tot de sluiting van de kerncentrales in dat land.
| Jaar | Omzet          | Bedrijfs-resultaat | Netto-resultaat | Werknemers (×FTE) | Elektriciteits- productie (×TWh) | Uitstoot CO2 (×miljoen ton) | Idem in gram/kWh |
| Jaar | (×SEK miljoen) | (×SEK miljoen)     | (×SEK miljoen)  | Werknemers (×FTE) | Elektriciteits- productie (×TWh) | Uitstoot CO2 (×miljoen ton) | Idem in gram/kWh |
| ---- | -------------- | ------------------ | --------------- | ----------------- | -------------------------------- | --------------------------- | ---------------- |
| 2005 | 123.794        | 28.363             | 20.518          | 32.231            | 169,1                            |                             |                  |
| 2006 | 135.802        | 27.821             | 19.858          | 32.308            | 165,4                            |                             |                  |
| 2007 | 143.369        | 28.583             | 20.686          | 32.396            | 167,6                            |                             |                  |
| 2008 | 164.549        | 29.895             | 17.763          | 32.801            | 162,1                            |                             |                  |
| 2009 | 205.407        | 27.938             | 13.448          | 36.593            | 158,9                            |                             |                  |
| 2010 | 213.572        | 29.853             | 13.185          | 38.459            | 172,4                            | 88,6                        |                  |
| 2011 | 181.040        | 23.209             | 10.416          | 37.679            | 166,7                            | 85,0                        | 418              |
| 2012 | 167.313        | 25.958             | 17.047          | 33.059            | 178,9                            | 83,5                        | 400              |
| 2013 | 172.253        | −6.218             | −13.543         | 31.819            | 181,7                            | 86,9                        | 412              |
| 2014 | 165.945        | −2.195             | −8.284          | 30.181            | 172,9                            | 82,7                        | 420              |
| 2015 | 164.510        | −22.967            | −19.766         | 28.567            | 173,0                            | 84,3                        | 426              |
| 2016 | 139.208        | 1.337              | −2.171          | 19.935            | 119,0                            | 23,7                        | 170              |
| 2017 | 135.295        | 18.644             | 9.571           | 20.041            | 127,3                            | 23,3                        | 157              |
| 2018 | 156.824        | 17.619             | 12.007          | 19.910            | 130,4                            | 22,5                        | 150              |
| 2019 | 166.360        | 22.141             | 14.861          | 19.815            | 130,3                            | 18,2                        | 126              |
| 2020 | 158.847        | 15.276             | 7.716           | 19.859            | 112,7                            | 12,1                        | 95               |
| 2021 | 180.119        | 60.271             | 48.013          | 18.835            | 111,4                            | 10,3                        | 82               |
| 2022 | 239.644        | 12.645             | 21              | 19.638            | 108,9                            | 9,5                         | 79               |
| 2023 | 290.168        | 16.991             | 10.395          | 20.995            | 100,9                            | 7,9                         | 69               |

## Bedrijfsgeschiedenis
Vattenfall begon haar activiteiten in 1909 toen de Zweedse overheid zich actief begon te bemoeien met de opwekking van elektriciteit. Er werden met name waterkrachtcentrales gebouwd, waaronder in 1952 de grootste in Zweden bij Harsprånget. In 1975-1976 nam Vattenfall de eerste kernenergiecentrales in gebruik. Gedurende de jaren 70 en 80 werden door het bedrijf in Zweden in totaal zeven kernenergiecentrales gebouwd.
Vanaf 1995 begon de internationale expansie van Vattenfall met overnames in Duitsland en Polen. In het economisch geliberaliseerde verenigde Europa greep het Vattenfall-conglomeraat de kans om energiemaatschappijen buiten Zweden over te nemen. Vattenfall kocht in 1999 voor zo’n 870 miljoen euro een aandelenbelang van 25% in Hamburgische Electricitats-Werke AG (HEW). In mei 2001 kreeg het een meerderheidsbelang in HEW. In dezelfde maand nam HEW VAEG over en de bruinkoolproducent Lausitzer Braunkohle AG (Laubag). Vereinigte Energiewerke AG (VAEG) beheert het netwerk in het voormalige Oost-Duitsland en heeft diverse grote bruinkoolcentrales in handen. Laubag leverde bijna alle bruinkool voor de centrales van VAEG. In 2002 worden alle Duitse activiteiten gebundeld en werd Vattenfall de op twee na grootste elektriciteitsproducent in het land. Ongeveer 40% van de totale omzet van Vattenfall werd in dat jaar in Duitsland gerealiseerd, waarmee Duitsland na Zweden de belangrijkste markt voor het bedrijf werd. Medio 2009 nam het in Nederland Nuon over.
Op 30 juni 2011 heeft de Duitse regering een besluit, de Atomausstieg, genomen om alle 17 kerncentrales per 2022 te sluiten. De Vattenfall centrales, Brunsbüttel en Krümmel, allebei in de directe omgeving van de stad Hamburg zijn in 2011 buiten gebruik gesteld. Dit betekende voor Vattenfall een verlies van 1187 MW aan productiecapaciteit en een buitengewone last van 10,5 miljard kronen om de fabrieken te ontmantelen en de aanwezige nucleaire brandstof veilig te verwerken. Vattenfall verwacht dat de Duitse regering een deel van deze kosten voor haar rekening zal nemen.
In 2015 verkocht Vattenfall de Deense Nordjylland centrale. Met de eerdere verkoop van twee andere kolencentrales, Amager in 2013 en Fyn in 2014, heeft Vattenfall geen fossiele centrales meer in het land. Het blijft in het land actief met windenergie en dat past in de nieuwe strategie van het bedrijf. Per medio 2015 had Vattenfall in Denemarken 262 windturbines verdeeld over 37 windparken.
Vattenfall heeft in september 2015 alle Duitse bruinkoolcentrales, inclusief mijnen, in de verkoop gedaan. De centrales Boxberg, Jänschwalde, Schwarze Pumpe en Lippendor staan te koop. Kopers kunnen ook bieden op de 10 waterkrachtcentrales die grenzen aan het bruinkoolgebied, maar alleen als zij ook bieden op de bruinkoolactiviteiten. Na de verkoop blijft Vattenfall wel actief in Duitsland en heeft daar zo’n drie miljoen klanten. Medio april 2016 werd bekend dat de Tsjechische energiemaatschappij EPH en financiële partner PPF Investments het geheel overnemen voor een symbolisch bedrag. De kopers kopen activa ter waarde van € 3,4 miljard, waarvan € 1,7 miljard aan kasmiddelen, maar ook € 2 miljard aan pensioenverplichtingen en de plicht om het afgegraven gebied te herontwikkeling en het milieu te herstellen. Zo’n 7.500 werknemers gaan mee naar de nieuwe eigenaars. Door de verkoop daalt de CO2-uitstoot van Vattenfall van 80 miljoen ton per jaar naar minder dan 25 miljoen ton. Voor Vattenfall leidt op de verkoop een verlies van ruim € 2,5 miljard. Op 30 september 2016 werd de verkoop afgerond.
Op 1 juli 2021 verkocht het bedrijf Stromnetz Berlin, een distributeur van elektriciteit in Duitsland. De stad Berlijn nam het bedrijf over voor SEK 21 miljard. In september 2021 werd het grootste windpark op zee van Scandinavië in gebruik genomen. Kriegers Flak telt 72 windturbines met een totale capaciteit van 604 MW, genoeg om zo'n 600.000 Deens huishoudens van stroom te voorzien.

## Overname Nuon
Vattenfall is in Nederland bekend geworden door de overname van Nuon in 2009. Vattenfall en de aandeelhouders van Nuon sloten in februari 2009 een koopovereenkomst. Per 1 juli 2009 heeft Vattenfall een belang van 49% in Nuon. De rest van de aandelen Nuon heeft Vattenfall overgenomen in 2011 (15%), 2013 (15%) en ten slotte in 2015 (de laatste 21%). De overnamesom bedroeg € 4,8 miljard voor de eerste tranche. De prijs voor de overige 51% van de aandelen is reeds toen overeengekomen. Voor de totale overname, dat is 100% van de aandelen Nuon, heeft Vattenfall circa € 10 miljard betaald. Bij Vattenfall Benelux, de nieuwe naam voor Nuon, werken circa 6000 medewerkers. Vattenfall Benelux telt 2,6 miljoen klanten voor elektriciteit en 2,1 miljoen gasklanten.
Vattenfall maakte op 27 januari 2011 bekend een afschrijving te doen van 4,8 miljard Zweedse kronen, circa € 500 miljoen, op de goodwill van Nuon. De reden voor deze afboeking was de structureel lagere marges in de energiesector. In het derde kwartaal 2012 nam Vattenfall wederom een buitengewone last van 8,6 miljard kroon ofwel bijna € 1 miljard. Dit betrof vooral de activiteiten in Nederland vanwege de aanhoudende slechte marktomstandigheden. Er is overcapaciteit waardoor de prijzen en marges te laag zijn met name voor gasgestookte elektriciteitscentrales. Op 23 juli 2013 maakte Vattenfall wederom een extra afschrijving bekend op haar belang in Nuon. Dit keer werd voor € 2,6 miljard afgeschreven. Na de afschrijvingen in 2011 en 2012 staat Nuon nog voor ongeveer € 6 miljard in de boeken van Vattenfall.
Op 4 oktober 2018 maakte het bedrijf bekend dat de naam Nuon geleidelijk gaat verdwijnen, en plaatsmaakt voor de naam van het moederbedrijf: Vattenfall.
Per 30 september 2022 verkoopt Vattenfall de Magnum energiecentrale aan het Duitse RWE. RWE betaalt hiervoor zo'n 500 miljoen euro. NUON startte in 2008 met de bouw van een gasgestookte centrale met een opgesteld vermogen van 1400 MW en medio 2013 werd de centrale officieel in gebruik genomen.